# Charlotte Burgess
Charlotte Burgess (Stockport, 25 de enero de 1987) es una deportista británica que compitió en tiro con arco, en la modalidad de arco recurvo.
Ganó una medalla de bronce en el Campeonato Mundial de Tiro con Arco al Aire Libre de 2007, una medalla de bronce en el Campeonato Europeo de Tiro con Arco al Aire Libre de 2010 y una medalla de bronce en el Campeonato Europeo de Tiro con Arco en Sala de 2008.
Participó en los Juegos Olímpicos de Pekín 2008, ocupando el cuarto lugar en la prueba de equipo.

## Palmarés internacional
| Campeonato Mundial al Aire Libre | Campeonato Mundial al Aire Libre | Campeonato Mundial al Aire Libre | Campeonato Mundial al Aire Libre |
| Año                              | Lugar                            | Medalla                          | Prueba                           |
| -------------------------------- | -------------------------------- | -------------------------------- | -------------------------------- |
| 2007                             | Leipzig (Alemania)               | Medalla de bronce                | Equipo                           |
| Campeonato Europeo al Aire Libre |                                  |                                  |                                  |
| Año                              | Lugar                            | Medalla                          | Prueba                           |
| 2010                             | Rovereto (Italia)                | Medalla de bronce                | Equipo mixto                     |
| Campeonato Europeo en Sala       |                                  |                                  |                                  |
| Año                              | Lugar                            | Medalla                          | Prueba                           |
| 2008                             | Turín (Italia)                   | Medalla de bronce                | Equipo                           |